# Mustaschfrötangara
Mustaschfrötangara (Sporophila bouvronides) är en fågel i familjen tangaror inom ordningen tättingar.

## Utbredning och systematik
Mustaschfrötangara behandlas antingen som monotypisk eller delas in i två underarter:
- S. b. bouvronides – förekommer från östra Colombia till Guyana samt Trinidad och Tobago, flyttar till nordöstra Peru
- S. b. restricta – förekommer i Colombia (den lägre delen av dalen kring floden Magdalena)

### Familjetillhörighet
Liksom andra finkliknande tangaror placerades denna art tidigare i familjen Emberizidae. Genetiska studier visar dock att den är en del av tangarorna.

## Status
Arten har ett stort utbredningsområde och beståndet anses vara stabilt. Internationella naturvårdsunionen IUCN listar den därför som livskraftig (LC).